# Rachel Blakely
Rachel Blakely est une actrice australienne née à Bornéo (Malaisie) le 28 juillet 1968.

## Biographie
Après avoir fait des publicités dont une pour Nissan, Rachel est entrée au casting de la série australienne Neighbours, où elle a joué durant trois ans. Ensuite, elle a eu des rôles dans Flipper en 1999 et  Xena, la guerrière en 1997.
À partir de 1999, elle devient Marguerite Krux dans la série Le Monde perdu inspirée du roman de Arthur Conan Doyle jusqu'à la fin de la série en 2002.

## Filmographie

### Cinéma
- 2010 : Le Monde de Narnia : L'Odyssée du Passeur d'Aurore : la mère de Gael
- 1998 : Mister Cool : Sandy

### Télévision
- 2009 : Sea Patrol (Saison 4, épisode 4) : Fiona Douglas
- 2006 - 2007 : Meine peinlichen Eltern : Glenda Fry
- 1999 - 2002 : Le Monde perdu : Marguerite Krux
- 1998 : Les Aventures des mers du Sud
- 1996 : Xena, la guerrière (Saison 2, épisode 19) : Pénéloppe

## Autres
- Sa mère est morte alors qu'elle avait 12 ans.
- Elle a été mariée à Peter Craig, maintenant elle vit avec Sean Rigby un cascadeur.
- Rachel a eu son premier enfant en septembre 2003, il s'appelle Cooper Lee Rigby. Son deuxième fils, Nash, est né en 2008